# خوليو ألبينو
خوليو ألبينو (بالإسبانية: Julio Albino)‏ (28 أبريل 1971 بمونتفيدو في الأوروغواي - ) هو لاعب كرة قدم أوروغواني في مركز الهجوم. شارك مع منتخب الأوروغواي لكرة القدم. أما مع النوادي، فقد لعب مع ديفنسا خوستيكا وفيلا إسبانيول ‏ وأتليتيكو بروغريسو ‏ وBasáñez ‏.

## وصلات خارجية
- خوليو ألبينو على موقع قاعدة بيانات كرة القدم.إي يو (الإنجليزية)
- خوليو ألبينو على موقع ناشيونال فوتبول تيمز (الإنجليزية)